# 12127 Mamiya
12127 Mamiya eller 1999 RD37 är en asteroid i huvudbältet som upptäcktes den 9 september 1999 av den japanske astronomen Kazuro Watanabe vid Sapporo-observatoriet. Den är uppkallad efter den japanske upptäcktsresanden Mamiya Rinzō.
Asteroiden har en diameter på ungefär 11 kilometer och den tillhör asteroidgruppen Nysa.